# NASA X-43

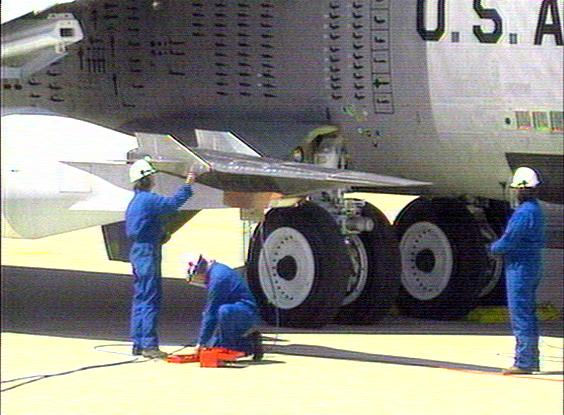

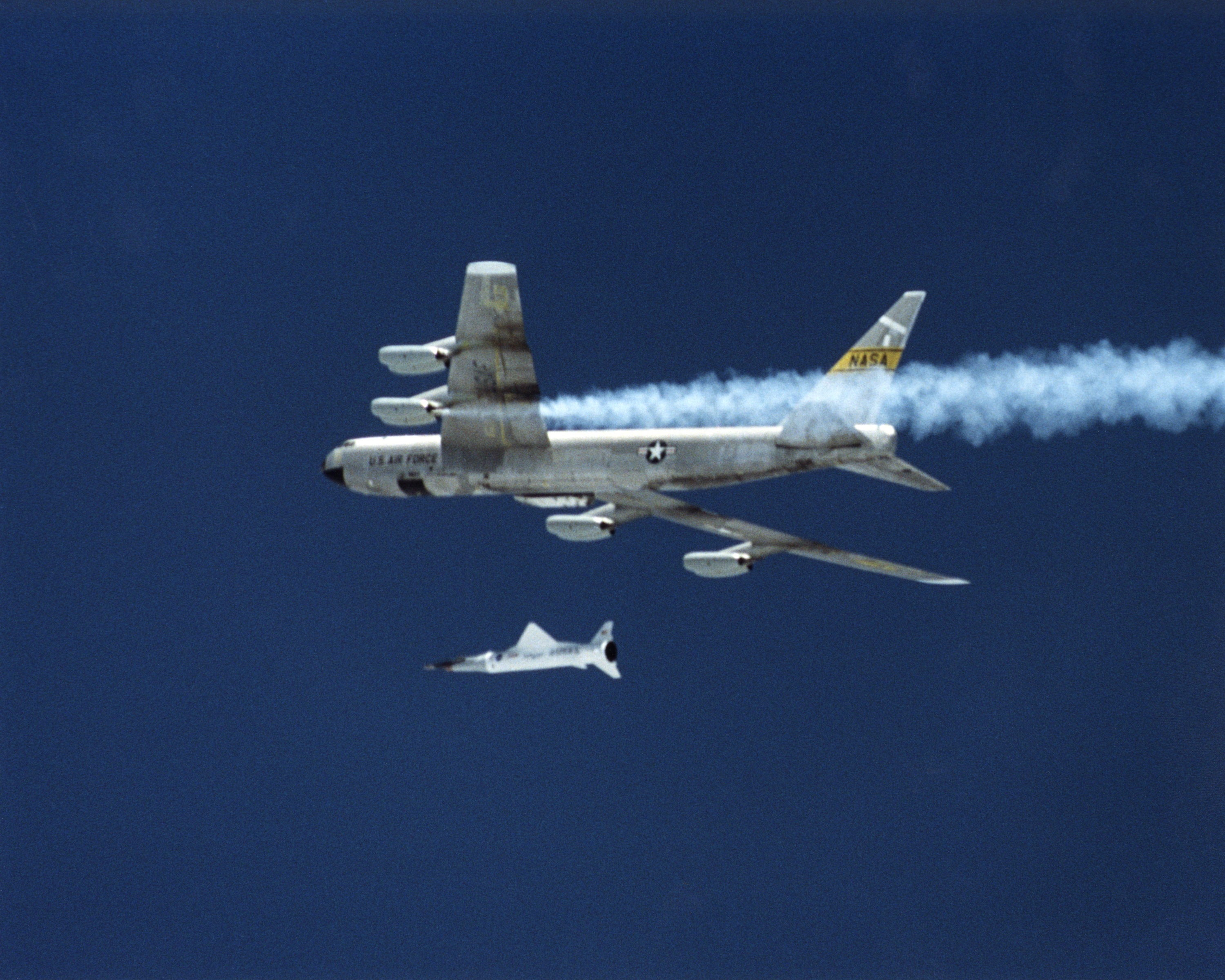
X-43 сброшенный из-под крыла самолёта Balls 8

X-43 — беспилотный экспериментальный гиперзвуковой летательный аппарат, построенный по программе NASA «Hyper-X» — разработка самолёта с прямоточным реактивным двигателем. Для разгона (вывода на требуемую скорость и высоту) использовался разгонный блок ракеты Пегас. В качестве самолёта-носителя использовался B-52B Balls 8. 
Первый вариант X-43A разрабатывался с целью достижения скорости выше числа Маха 7 — около 8 тысяч км/ч (2,24 км/с) на высоте 30 000 м или более. Разрабатывался как система одноразового использования. Построено всего три модели.
Первый полёт — июнь 2001 года (неудача, уничтожен через 11 секунд после сброса по команде офицера безопасности, упал в Тихом океане). Заключение NASA о причине неудачи — ошибки системы управления. Два других успешно выполнили программу — прямоточный реактивный двигатель работал 10 секунд, затем следовало 10-минутное планерное снижение. Обе модели утонули в Тихом океане.
Второй полёт X-43A — 27 марта 2004 год, прошёл в штатном режиме.
Третий полёт установил рекорд скорости в 11 850 км/ч (Мах 9,6 = 3,2 км/с) 16 ноября 2004 года.
Планы на четвертый и дальнейшие тестовые полеты X-43 были отменены, начиная с 2006 проект сменила новая программа X-51.

## Характеристики
- Длина 3,66 м
- Ширина 1,52 м
- Масса 1400 кг
- Двигатель Тип: прямоточный воздушно-реактивный двигатель (ГПВРД) на скорости более 4,5 Маха

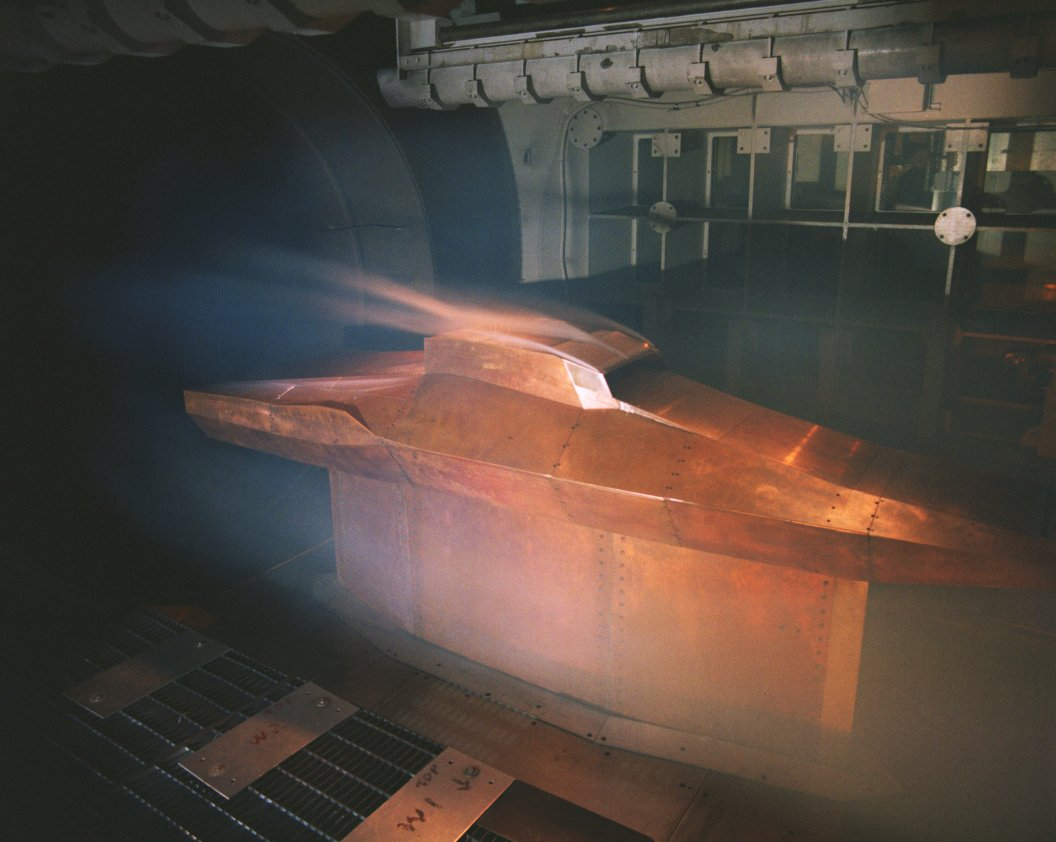
Полноразмерная модель X-43 в исследовательском центре Ленгли, высокотемпературной аэродинамической трубе
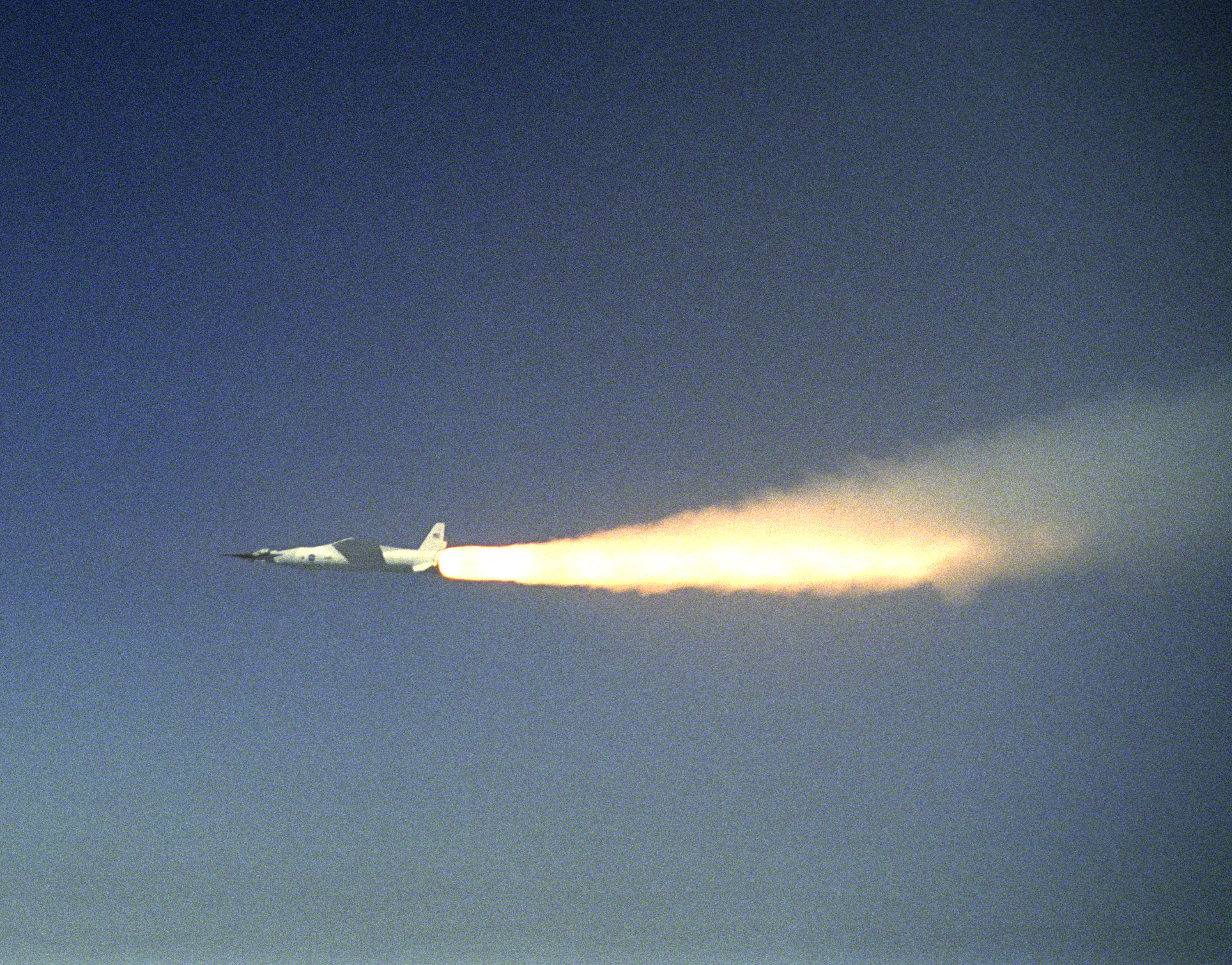
Двигатель ракеты Пегас ускоряет X-43A, момент после включения (27 марта 2004)
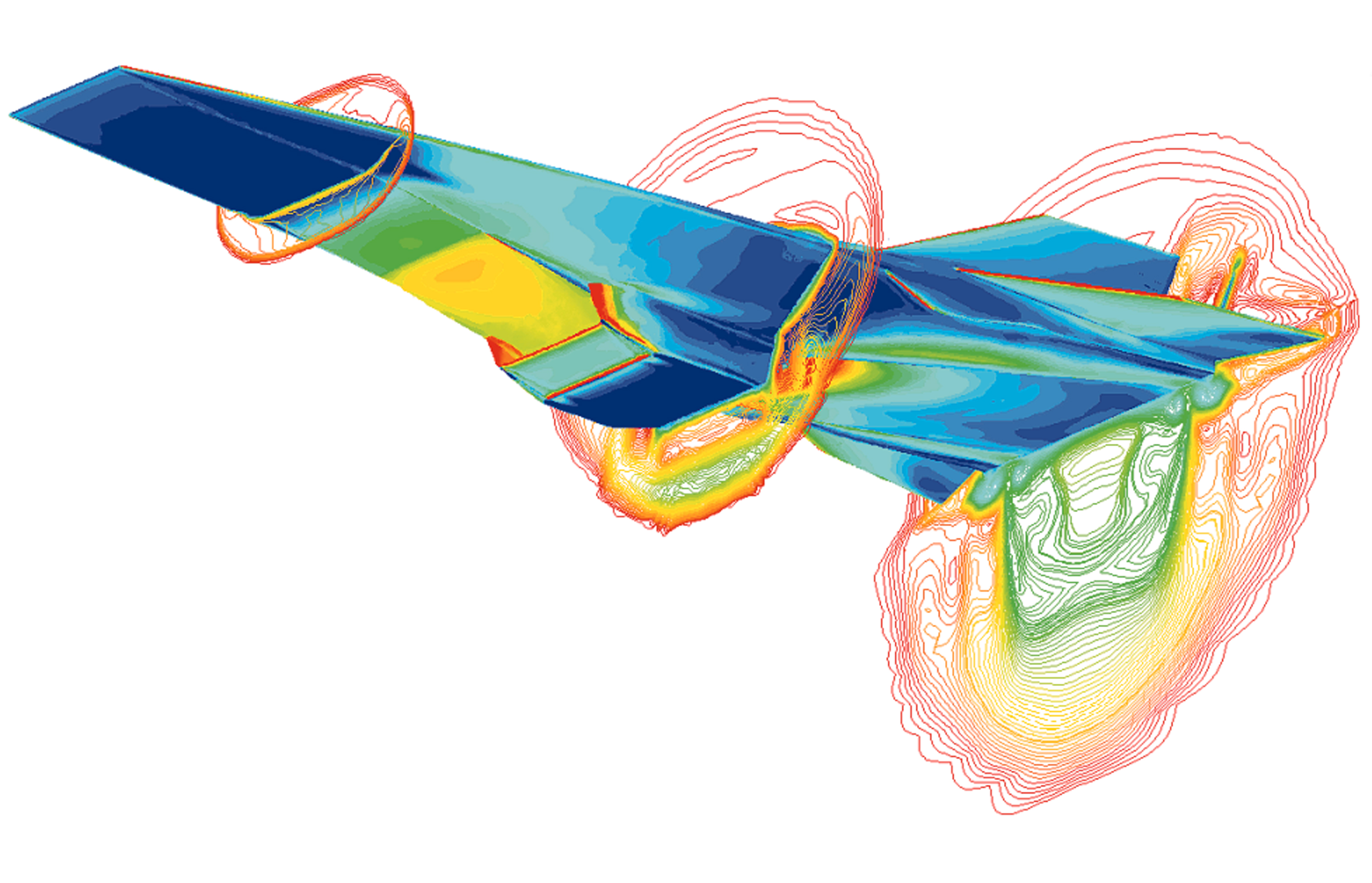
Расчёты X-43A на скорости 7М